# Predeal
Predeal (německy Schanzpass, maďarsky Predeál) je město v Rumunsku, 25 km jižně od Brašova, žije v něm přibližně 4 000 obyvatel. Leží na řece Prahova v Predealském průsmyku, oddělujícím Jižní Karpaty od Východních Karpat, a s nadmořskou výškou 1107 m je nejvýše položeným sídlem v Rumunsku. Je zde lyžařské středisko.
Predeal byl založen v roce 1705 na významné obchodní cestě přes Karpaty, název etymologicky souvisí se slovanským výrazem „předěl“. V roce 1774 byl založen klášter Predeal. Do roku 1918 se zde nacházel hraniční přechod mezi Rakouskem-Uherskem a Rumunskem, vzhledem ke strategickému významu místa se o ně za první světové války dlouho bojovalo. Město je významné jako luxusní klimatické lázně a středisko zimních sportů, prochází jím železniční i silniční spojení mezi Bukureští a Brašovem.
Město je tvořeno třemi částmi: Pârâul Rece, Timișu de Jos, Timișu de Sus.
V Predealu pobýval od svého svržení až do smrti albánský panovník Wilhelm Wied.